# Lucia Bufalari
Lucia Bufalari (Castel Porchiano, ... – Castel Porchiano, 27 luglio 1350) è stata una religiosa italiana, oblata dell'Ordine di Sant'Agostino.
Il suo culto come beata è stato confermato da papa Gregorio XVI nel 1832.

## Biografia
Apparteneva alla nobile famiglia dei Bufalari ed era sorella di Giovanni da Rieti. Abbracciò la vita religiosa tra le terziarie agostiniane del convento della sua città e ne divenne priora.

## Il culto
Fu tumulata nella chiesa di Sant'Agostino e le sue reliquie, nel 1925, furono traslate in quella di Santa Monica ad Amelia.
Papa Gregorio XVI, con decreto del 3 agosto 1832, ne confermò il culto con il titolo di beata.
Il suo elogio si legge nel martirologio romano al 27 luglio.